# Spechbach (Alto Reno)
Spechbach é uma comuna francesa na região administrativa do Grande Leste, no departamento do Alto Reno. Estende-se por uma área de 8.06 km², e possui 1.352 habitantes, segundo o censo de 2018, com uma densidade de 170 hab/km².
Foi criada, em 1 de janeiro de 2016, a partir da fusão das antigas comunas de Spechbach-le-Haut e Spechbach-le-Bas.